# Louis de Boissy
Pour les articles homonymes, voir Boissy.
Louis de Boissy, né le 26 novembre 1694 à Vic-sur-Cère et mort le 19 avril 1758 à Paris, est un poète satirique et dramaturge français.
Il a été élu membre de l'Académie française en 1754.

## Biographie
Né de parents pauvres, il est brièvement[Quoi ?] ecclésiastique. Venu à Paris à l'âge de vingt ans, « sans fortune, et pressé de vivre:123507. », il se lance dans le genre satirique, attaquant, « sans ménagement et sans distinction, tout ce que la littérature avait de plus célèbre:507-8. » Il s'en détourne bientôt au profit de la comédie et donne, en l'espace de 30 ans, une cinquantaine de pièces, tant au Théâtre-Français qu'au Théâtre-Italien. Il connaît à la fois des échecs et des succès. Parmi les pièces que l'on applaudit, la plupart sont « des vaudevilles faits pour le moment, et destinés à passer avec lui. » Quant à leur auteur, « ayant trop peu vécu dans le monde pour le connaître, et trop peu étudié les hommes pour les avoir bien vus, il a peint les hommes d'une touche plus légère que mâle, et plus facile que vigoureuse. Aussi trouve-t-on dans ses pièces plus de détails que de grands effets, et plus de portraits que de caractères:511. »
Une comédie, créée au Théâtre-Français en 1740, se détache du lot. On doit, écrit d'Alembert, « citer avec distinction les Dehors trompeurs, pièce de caractère et d'intrigue tout à la fois, pleine de situations comiques, écrite avec élégance et facilité:510. » La Harpe y trouve « de l'intrigue, de l'intérêt, des caractères, des situations, des peintures de mœurs, et des détails comiques. Le style, quoique beaucoup meilleur que celui de ses autres pièces, est médiocre, mais en total l'ouvrage est estimable : il a justifié l'admission de l'auteur à l'Académie française, et l'a classé parmi les poètes comiques. »
Tous les critiques ont remarqué chez Boissy sa grande facilité pour les vers, qui lui permet à l'occasion de soulager sa misère en louant ses services de versificateur à d'autres dramaturges auxquels manque le don poétique. Longtemps écarté de l'Académie française en raison du souvenir cuisant laissé par ses premières satires, il y entre  à l'âge de 60 ans, succédant à Destouches en 1754. Il entre à la même époque à la Gazette, où il ne reste que peu de temps, puis au Mercure de France, qu'il dirige de 1755 jusqu'à l'année de sa mort, survenue au moment où il commence enfin à sortir de l'indigence qui l'a poursuivi toute sa vie.
Louis de Boissy, qui avait épousé sa blanchisseuse, a eu un fils, Louis Michel de Boissy, entré comme lui en littérature, mais dans un genre en tout opposé au sien.

## Œuvres
Théâtre
- L'Amant de sa femme : ou la Rivale d'elle-même, comédie en 1 acte et en prose, Paris, Théâtre-Français, 19 septembre 1721 (lire en ligne).
- L'Impatient, comédie en 5 actes et en vers, précédée d'un prologue, Paris, Théâtre-Français, 26 janvier 1724.
- Le Babillard, comédie en un acte et en vers, Paris, Théâtre-Français, 16 juin 1725Paris (lire en ligne sur Gallica)..
- Admète et Alceste, tragédie en 5 actes, Paris, Théâtre-Français, 25 janvier 1727.
- Le Français à Londres, comédie en 1 acte et en prose, Paris, Théâtre-Français, 19 juillet 1727 (s:Le Français à Londres)..
- La Mort d'Alceste, tragédie en 5 actes et en vers, Paris, Théâtre-Français, 26 novembre 1727.
- Don Ramire et Zaïde, tragédie en 5 actes et en vers, Paris, Théâtre-Français, 24 janvier 1728.
- L'Impertinent malgré lui, ou les Amants mal assortis, comédie en 5 actes et en vers, Paris, Théâtre-Français, 14 mai 1729.
- Melpomène vengée, ou les Trois Spectacles réduits à un et les Amours des déesses à rien, comédie en 1 acte et en prose, Paris, Théâtre-Français, 3 septembre 1729.
- Le Triomphe de l'intérêt, comédie en 1 acte et en vers avec un divertissement et deux vaudevilles, Théâtre italien de Paris, 8 novembre 1730.
- Momus exilé : ou le Je ne sais quoi, comédie en 1 acte, et en vers libres, Théâtre italien de Paris, 10 septembre 1731 (lire en ligne sur Gallica)..
- La Critique, comédie en 1 acte et en vers libres, Théâtre italien de Paris, 9 février 1732.
- La Vie est un songe, comédie héroïque en trois actes et en vers, Théâtre italien de Paris, 12 novembre 1732.
- L'Auteur superstitieux, à-propos en 1 acte, Théâtre italien de Paris, 9 février 1732 (lire en ligne sur Gallica)..
- Les Étrennes, ou la Bagatelle, comédie en un acte et en vers, Théâtre italien de Paris, janvier 1733.
- Le Badinage, ou le Dernier Jour de l'absence, comédie en un acte et en vers, Paris, Théâtre-Français, 23 novembre 1733.
- La Surprise de la haine, comédie en trois actes et en vers, Théâtre italien de Paris, 10 février 1734.
- L'Apologie du siècle, ou Momus corrigé, comédie en 1 acte et en vers libres, Théâtre italien de Paris, 1er avril 1734.
- Les Billets doux, comédie divertissement en vers, Théâtre italien de Paris, 15 septembre 1734.
- Les Amours anonymes, comédie en trois actes et en vers, Théâtre italien de Paris, 5 décembre 1735.
- Le Comte de Neuilly, comédie héroïque en 5 actes et en vers, Théâtre italien de Paris, 18 janvier 1736.
- Les Deux Nièces, ou la Confidente d'elle-même, comédie en 5 actes et en vers, Paris, Théâtre-Français, 17 janvier 1737.
- La ****, comédie en vers et en trois actes, Théâtre italien de Paris, 17 août 1737.
- Le Pouvoir de la sympathie, comédie en trois actes et en vers, Paris, Théâtre-Français, 5 juillet 1738.
- Le Rival favorable, comédie en trois actes en vers, Théâtre italien de Paris, 30 janvier 1739.
- Les Talents à la mode, comédie en 3 actes et en vers, Théâtre italien de Paris, 17 septembre 1739.
- Les Dehors trompeurs : ou l'Homme du jour, comédie en cinq actes et en vers, Paris, Théâtre-Français, 18 février 1740 (s:Les Dehors trompeurs ou l’Homme du jour)..
- L'Embarras du choix, comédie en 5 actes, en vers, Paris, Théâtre-Français, 11 décembre 1741 (lire en ligne). .
- Le Mari garçon, comédie en trois actes, en vers, Théâtre italien de Paris, 10 février 1742.
- Paméla en France, ou la Vertu mieux éprouvée, comédie en vers et en 3 actes, Théâtre italien de Paris, 4 mars 1743.
- La Fête d'Auteuil ou la Fausse Méprise, comédie en vers et en 3 actes, Paris, Théâtre-Français, août 1743.
- L'Époux par supercherie, comédie en 2 actes, Paris, Théâtre-Français, 8 mars 1744 (lire en ligne sur Gallica).
- La Folie du jour, comédie en un acte en vers, Paris, Théâtre-Français, 5 juillet 1745.
- Le Sage Étourdi, comédie en 3 actes et en vers, Paris, Théâtre-Français, 5 juillet 1745 (lire en ligne sur Gallica)..
- Le Médecin par occasion, comédie en vers et en 5 actes, Paris, Théâtre-Français, 12 mars 1745 (s:Le Médecin par occasion)..
- Le Plagiaire, comédie en vers et en 3 actes, Théâtre italien de Paris, 1er février 1746.
- Le Duc de Surrey, pièce héroïque en vers et en 5 actes, Paris, Théâtre-Français, 18 mai 1746.
- Les Valets maîtres, comédie en vers libres et en 2 actes, Théâtre italien de Paris, 20 février 1748.
- La Péruvienne, comédie en 5 actes et en vers libes, Paris, Théâtre-Français, 5 juin 1748.
- Le Retour de la paix, comédie en un acte en vers, Paris, Théâtre italien de Paris, 22 février 1749 (lire en ligne sur Gallica)..
- La Comète, comédie en un acte en vers libres, Paris, Théâtre-Français, 11 juin 1749.
- Le Prix du silence, comédie en 3 actes et en vers, Théâtre italien de Paris, 26 février 1751.
- La Frivolité, comédie en 1 acte et en vers, Théâtre italien de Paris, 23 janvier 1753.
- Programme d'Eugénie, ou des Effets de l'amour, comédie en 3 actes, avec 3 intermèdes, Château de Fontainebleau, 15 novembre 1753.
- Le Maire de village, opéra en prose, Paris, Théâtre de l'Ambigu-Comique, 6 février 1793.

Varia.
- L'Élève de Terpsichore, ou le Nourrisson de la satire, 1718.
- Les Filles femmes et les femmes filles, ou le Monde changé, conte qui n'en est pas un. Les Quinze minutes ou le Temps bien employé, conte d'un quart d'heure, 1751.